# Идентификационный знак Штаба Армии
Идентификационный знак Штаба Армии США (англ. Army Staff Identification Badge) — официальный нагрудный знак, присуждаемый военнослужащим и гражданским служащим, проходящим службу в Штабе Армии США.

## История
Знак был учреждён 28 июля 1933 года по инициативе начальника штаба генерала Дугласа Макартура. Изначально он назывался Army General Staff Identification Badge. В 1982 году название было изменено на современное — Army Staff Identification Badge — чтобы охватить более широкий круг сотрудников Армии США.

## Описание
Знак представляет собой герб США, выполненный в золоте, наложенный на чёрную эмалированную пятиконечную звезду. В каждом углу звезды изображены три зелёных лавровых листа — символ чести, службы и достижений.

## Условия получения
Знак вручается:
- офицерам, уорент-офицерам и сержантам Армии США;
- прослужившим не менее одного календарного года в утверждённой должности в структурах Штаба Армии.

## Для гражданских
Для гражданских сотрудников Министерства Армии, работающих в агентствах Штаба Армии, существует аналог — Army Staff Lapel Pin. Он вручается после одного года службы.

## Порядок ношения
Идентификационный знак носится по центру правого нагрудного кармана униформы. Если военнослужащий также награждён знаком боевой службы (Combat Service Identification Badge), допускается ношение знака Штаба Армии на левом нагрудном кармане (согласно директиве ALARACT 203/2010).

## Значение
Ношение знака считается символом доверия, высокого профессионализма и способности работать в одном из ключевых штабных подразделений Армии США, откуда исходят стратегические решения, касающиеся всей сухопутной армии.

## Известные награждённые
- Дуглас Макартур — генерал армии, инициатор создания знака.
- Дуайт Эйзенхауэр — генерал армии, Верховный главнокомандующий союзными силами в Европе, 34-й президент США.
- Колин Пауэлл — бывший председатель Объединённого комитета начальников штабов.
- Марк Милли — 20-й начальник штаба Армии США.
- Тысячи офицеров и сержантов, внёсших вклад в планирование и руководство действиями Армии.